# 国际政治经济学
国际政治经济学（英語：International political economy，IPE），又称全球政治经济学（英語：Global political economy，GPE），是研究國際政治與全球经济如何互相影響的学科。  国际政治经济学是经济学、政治学和国际关系的一个子领域，與宏观经济学、国际商务、国际发展和发展经济学等领域關係密切。它也關注全球经济交流下的收益分配結果。 
全球经济的議題約分成四大领域：国际贸易、国际货币体系、跨国企業與经济发展。  国际政治经济学討論與研究的焦點包含全球化、国际贸易、国际金融、金融危机、微观经济学、宏观经济学、发展经济学（贫窮和建制在发展中的作用）、全球市场、政治风险、透過國際協作來解決跨國的经济问题、以及國家與國際組織之間的权力结构平衡。
试图理解国家的对外经济政策时，IPE 学者倾向于关注相关行为者的利益和偏好，以及不同的政治制度如何聚合、调和这些利益或将这些利益转化为政策。 各個持份者的偏好可能來自於物质利益或信念。 

## 定义
托馬斯·奧特利将国际政治经济学定义为研究“全球经济交流中赢家和输家之间的政治斗争”。本杰明·柯恩将IPE描述为“在国际事务层面上经济和政治活动的复杂相互关系”的研究。 海倫·米爾納将 IPE 定义为“国际体系中经济和政治变量的相互作用”。 
全球经济的議題经常分成四大领域：国际贸易、国际货币体系、跨国企業與经济发展。  IPE 框架也被用于研究人口遷徙。 

## 历史
19世紀前，政治经济学一直被視為經濟學的同義詞。20世纪初期，政治学和经济学便開始分离。儘管如此，如凯因斯和卡尔·波兰尼的《鉅變》（The Great Transformation）仍强调政治和经济之间的关系。 
现代的国际政治经济学研究可以追溯到1960年代末和1970年代初。 该学科代表人物有美国的基欧汉、奈伊、吉尔平，以及英国的蘇珊·史翠菊。 国际政治经济学逐漸成为政治学系的关键領域，但在经济学系中仍被忽视。 
两大原因推动了早期國際政治經濟學發展，一是，第二次世界大战后的布列敦森林體系，例如国际货币基金组织、世界银行和关税与贸易总协定等機構，加深了各國在经济上的相互依存；二是，與這些國際经济建制相关的政治不稳定事件，如金本位制的终结、1973年石油危机以及各國呼籲實行贸易保护政策。